# Xyrdectes fuscescens
Xyrdectes fuscescens is een rechtvleugelig insect uit de familie sabelsprinkhanen (Tettigoniidae). De wetenschappelijke naam van deze soort is voor het eerst geldig gepubliceerd in 1851 door Blanchard.